# Issamudra, Chitradurga
Issamudra là một làng thuộc tehsil Chitradurga, huyện Chitradurga, bang Karnataka, Ấn Độ.